# Forte Boccea
Forte Boccea – jeden z 15 fortów w Rzymie we Włoszech, wybudowany w latach 1877–1891.
Powstał dla „Campo trincerato di Roma”, ma powierzchnię 7,3 ha. Położony jest w dzielnicy Municipio Roma XIII, przy drodze Via di Boccea, od której bierze swoją nazwę. Miał za zadanie bronić szczególnie terenów Monte Spaccato, Quarticciolo i Primavalle. Pełnił swoją rolę do 1919 roku.
Później do roku 2005 służył jako więzienie wojskowe. Byli w nim umieszczeni m.in. zbrodniarze hitlerowscy oraz włoscy świadkowie Jehowy, skazani za odmowę odbycia służby wojskowej.
W 2013 roku zatwierdzono przekształcenie go w park wydarzeń kulturalnych.